# Cathérine Seifert
Cathérine Seifert (* 1977 in Münster) ist eine deutsche Schauspielerin.

## Leben
Cathérine Seifert besuchte von 1998 bis 2002 die Schauspielschule Bochum, am dortigen Schauspielhaus debütierte sie noch während ihrer Ausbildungszeit in dem Stück Früchte des Nichts von Ferdinand Bruckner. Für die Rolle der Creszenz erhielt sie 2001 den Förderpreis beim Treffen der Schauspielschulen in Bern. Von 2002 bis 2005 hatte Seifert ein Festengagement in Bochum, danach ging sie ans Schauspielhaus Zürich, wo sie unter anderem in Anton Tschechows Kirschgarten, in Kabale und Liebe von Friedrich Schiller und Heinrich von Kleists Lustspiel vom Zerbrochnen Krug als Eve zu sehen war. In der Spielzeit 2009/10 stand Seifert in der Uraufführung von Jon Fosses Todesvariationen auf der Bühne des Wiener Burgtheaters, danach wechselte sie an das Hamburger Thalia Theater, dessen Ensemble sie seitdem angehört. Hier war sie bislang neben anderen Inszenierungen in Stücken wie Die drei Schwestern von Anton Tschechow und dem  Schwank Der Raub der Sabinerinnen von Franz und Paul von Schönthan zu sehen, ferner in den Uraufführungen zweier Roman-Adaptionen, nämlich des umstrittenen Erstlingswerks Axolotl Roadkill von Helene Hegemann und Hans Falladas Jeder stirbt für sich allein in einer Fassung von Christina Bellingen und Luk Perceval, der auch Regie führte.
Cathérine Seifert arbeitet überwiegend am Theater, selten vor der Kamera. 2006 spielte sie in dem Episodenfilm Die Österreichische Methode, 2013 war sie in der Tatort-Folge Mord auf Langeoog zu sehen. 
Die Schauspielerin lebt in Hamburg.

## Filmografie
- 2003: Heiter bis wolkig (Kurzfilm)
- 2006: Die Österreichische Methode
- 2006: SOKO Köln – Die Rache der Elfen
- 2013: Tatort: Mord auf Langeoog
- 2015: 4 Könige
- 2018: Polizeiruf 110: Für Janina
- 2025: Großstadtrevier (Fernsehserie, Folge Ausflug in die Hölle)

## Hörspiele
- 2004: Die leichten Schritte des Wahnsinns – Autorin: Polina Daschkowa – Regie: Peter Rothin
- 2014: Morgen des Zorns – Autor: Jabbour Douaihy – Regie: Barbara Liebster

## Auszeichnungen
- 2019 Rolf-Mares-Preis für ihre Rolle als Barbara in Eine Familie am Thalia Theater